# Waardassackerpolder
De Waardassackerpolder is een polder en voormalig waterschap in de Nederlandse provincie Utrecht ten zuiden van het riviertje de Holendrecht. In het zuiden grenst het poldergebied aan de Winkel en in het oosten (bij Abcoude) aan de Angstel. Ten westen ligt de Holendrechterpolder, ten zuiden De Winkel.
Het waterschap ging in 1919 op in de Ring der Waardassacker en Holendrechter waterschappen of Waardassacker en Holendrecht, en in 1976 in De Proosdijlanden.
Het gebied wordt doorkruist door de A2.